# Associação de Futsal de Umuarama
A  Associação de Futsal de Umuarama é um clube de futsal da cidade de Umuarama, do estado do Paraná. Comanda seus jogos no Ginásio Amário Vieira da Costa. Em 2008 na Liga Nacional de Futsal usou o nome de Naga/Zaeli/Penalty/Umuarama, em parceria com a marca esportiva Penalty e associados. Ficou 3 anos longe da Liga Nacional de Futsal (não disputou nos anos de 2017, 2018 e 2019) e retornou em 2020 com a vaga alugada do São Paulo Futebol Clube. 

## História
A AFSU foi fundada oficialmente no dia 2 de janeiro de 2003 através de uma Assembleia Geral que reuniu os seus membros fundadores na sala de reuniões da Divisão de Esportes da Prefeitura Municipal de Umuarama.

### Acidente com a delegação
Na manha de 8 de julho de 2021, o ônibus que transportava a delegação do clube que se dirigia para Jaraguá do Sul (no estado de Santa Catarina) para realizar um jogo pela Copa do Brasil, tombou na BR-376, em Guaratuba, no litoral do Paraná. No acidente, morreram o motorista e um dos membros da comissão técnica. A maioria dos atletas e o técnico Nei Victor, tiveram lesões moderadas e o jogo marcado para o dia 9 de julho, foi transferido de data.

## Títulos
| ESTADUAIS | ESTADUAIS                                     | ESTADUAIS | ESTADUAIS                           |
|           | Competições                                   | Títulos   | Temporadas                          |
| --------- | --------------------------------------------- | --------- | ----------------------------------- |
|           | Campeonato Paranaense de Futsal - Chave Ouro  | 2         | 2007 e 2008                         |
|           | Taça FPFS                                     | 1         | 2019                                |
|           | Campeonato Paranaense de Futsal - Chave Prata | 1         | 2003                                |
|           | Taça Paraná de Futsal                         | 2         | 2008 e 2015                         |
|           | Jogos Abertos do Paraná                       | 6         | 2003, 2004, 2005, 2017, 2018 e 2019 |
|           | Jogos Abertos do Paraná - 2ª Divisão          | 1         | 2011                                |